# Munida muscae
Munida muscae is een tienpotigensoort uit de familie van de Munididae. De wetenschappelijke naam van de soort is voor het eerst geldig gepubliceerd in 2002 door Macpherson & De Saint Laurent; het verwijst naar het sterrenbeeld Vlieg (Musca).